# Ellerslie (Maryland)
Ellerslie es un lugar designado por el censo ubicado en el condado de Allegany en el estado estadounidense de Maryland. En el Censo de 2010 tenía una población de 572 habitantes y una densidad poblacional de 581,19 personas por km².

## Geografía
Ellerslie se encuentra ubicado en las coordenadas 39°43′7″N 78°46′43″O / 39.71861, -78.77861. Según la Oficina del Censo de los Estados Unidos, Ellerslie tiene una superficie total de 0.98 km², de la cual 0.98 km² corresponden a tierra firme y (0%) 0 km² es agua.

## Demografía
Según el censo de 2010, había 572 personas residiendo en Ellerslie. La densidad de población era de 581,19 hab./km². De los 572 habitantes, Ellerslie estaba compuesto por el 98.6% blancos, el 0.35% eran afroamericanos, el 0% eran amerindios, el 0.35% eran asiáticos, el 0% eran isleños del Pacífico, el 0% eran de otras razas y el 0.7% pertenecían a dos o más razas. Del total de la población el 1.57% eran hispanos o latinos de cualquier raza.